# Ivan Bessonov
Ivan Aleksejevitsj Bessonov (Sint-Petersburg, 24 juli 2002) is een Russische pianist.

## Biografie
Bessonov begon als zesjarige met pianospelen en volgde een opleiding aan de Centrale Muziekschool van het Conservatorium van Moskou. Hij geeft soloconcerten in zowel thuisland Rusland als het buitenland, zoals Oostenrijk, Duitsland en Italië. Hij werkte samen met toonaangevende dirigenten als Valeri Gergiev en Vladimir Spivakov. In 2016 trad hij aan in het Mariinskitheater met een eigen solovoorstelling. In 2019 deed hij dit in samenwerking met het Sint-Petersburgs Filharmonisch Orkest.
In 2018 won hij de negentiende editie van het Eurovision Young Musicians. Dit was de eerste overwinning van Rusland op het festival.
Tijdens de grote finale van het Eurovisiesongfestival 2019 mocht hij de punten van de Russische jury voorlezen.
In 2015 maakte hij zijn filmdebuut als componist.
- Gemeinsame Normdatei: 1179495209
- MusicBrainz: 45c6dd0a-f5f3-48e9-880c-cc9cebc08d51
- Virtual International Authority File: 1929155226745284490008
- WorldCat: E39PBJhhvffRVjfpkv9B3cJYyd